# Оцерклевич Олексій Ярославович
Олексі́й Яросла́вович Оцеркле́вич (нар. 28 вересня 1980, м. Болград, Одеська область) — український військовик, генерал-майор Збройних сил України. Начальник Управління державної охорони України (травень — жовтень 2019), учасник російсько-української війни — командир механізованого батальйону 54-ї окремої механізованої бригади у часи боїв на Світлодарській дузі, заступник командира 1-го механізованого батальйону 93-ї окремої механізованої бригади у часи боїв за Донецький аеропорт. Брат Героя України Віктора Оцерклевича.

## Життєпис
Народився 28 вересня 1980 року в місті Болград Одеської області.
У 1998—2002 навчався у Одеському інституті Сухопутних військ.

### Російсько-українська війна
Брав участь у боях війни на сході України. Обіймав посаду заступника командира 1-го механізованого батальйону 93-ї окремої механізованої бригади, згодом виконував обов'язки командира підрозділу. Брав участь у боях за Донецький аеропорт. З грудня 2015 року — командир 1-го механізованого батальйону 54-ї механізованої бригади. Учасник боїв на Світлодарській дузі 2016 року. У 2017 призначений на посаду заступника командира бригади.
У квітні 2017 року внаслідок конфлікту з начальством щодо умов проживання військовослужбовців на полігоні був відсторонений з посади заступника комбрига і переведений на штабну роботу. [⇨]
29 травня 2019 року — призначений президентом Зеленським начальником Управління державної охорони України.
14 червня 2019 року закінчив Командно-штабний інститут застосування сил (військ) Національного університету оборони України імені Івана Черняховського.
Станом на червень 2019 року — полковник.
16 жовтня 2019 року звільнений з посади начальника УДО з присвоєнням звання генерал-майора.

## Скандальні епізоди

### Інцидент з травмованим бійцем
11 березня 2011 року у військовій частині А1048, де Олексій Оцерклевич обіймав посаду командира роти, стався інцидент, під час якого 20-річний солдат Олексій Д'яконов зламав собі ногу 32-кілограмовою гирею. За словами командування частини, які згодом підтвердив і сам потерпілий, Д'яконов за пів року служби «напрацював» на 7 попереджень і жодного заохочення. Після чергового порушення дисципліни Оцерклевич запропонував солдату самому обрати собі міру покарання й той зголосився носити 32-кілограмову гирю. Ротний же віддав наказ солдатам пробігти декілька разів навколо казарми. Рядовий Д'яконов побіг з гирею в руках, проігнорувавши команду «Стій!», послизнувся і зламав гирею ногу. Втім, очевидно, що подібне пояснення задовольнило не всіх і Військова прокуратура Деснянського гарнізону відкрила кримінальну справу за статтею 424 (частина 2) Кримінального кодексу України, згідно з якою Олексія Оцерклевича мали намір засудити на 5 років позбавлення волі за перевищення службових повноважень та неуставні методи впливу на солдат строкової служби.

### Інцидент з Моторолою
У грудні 2014 року журналісти російського пропагандистського телеканалу Lifenews показали сюжет про зустріч «кіборгів» з бойовиками так званої ДНР поблизу Донецького аеропорту. Переговори з ватажком терористів Моторолою вів Олексій Оцерклевич. Український офіцер потиснув бойовикові руку і сказав, що вважає цю війну «братовбивчою», ініційованою політиками та нікому не потрібною. Ця ситуація спричинила сильний резонанс в українському суспільстві, яке різко засудило вчинок Оцерклевича.
Бійці 93-ї механізованої бригади розпочали збір підписів під вимогою звільнення капітана Оцерклевича, під зверненням зібрали 60 підписів. Сам офіцер заявив, що йому хотілося задушити Моторолу, але перш за все треба було вивести без стрілянини українських солдат. Окрім того, він повідомив, що за декілька днів потому зустрівся з Павловим ще раз і, приспавши його пильність, надав змогу провезти оточеним бійцям дві машини боєприпасів.

### Відсторонення з посади заступника комбрига
У квітні 2017 року заступника командира 54-ї бригади Оцерклевича відсторонили від посади через те, що він озвучив проблему неналежних умов проживання військовослужбовців у наметах на Чугуївському полігоні. Бійці вийшли на полігон після 13 місяців бойових дій під Світлодарськом. У наметі не було кранів для вмивання. Оцерклевич звернувся в тилові служби, і йому сказали, що треба написати заявку, і краники надішлють за тиждень. Тоді офіцер звернувся до волонтера Юрія Мисягіна, і вже наступного дня на полігон прислали крани. Водночас Мисягін написав про ситуацію в соцмережі й виклав фото з намету без кранів. До бригади приїхала комісія на чолі з генерал-майором Олександром Краснооком, який вирішив звільнити з посади заступника комбрига і перевести на штабну роботу.

## Відзнаки та нагороди
- Орден Богдана Хмельницького III ступеня (29 грудня 2016) — за особисту мужність, самовідданість і високий професіоналізм, виявлені у захисті державного суверенітету та територіальної цілісності України, вірність військовій присязі[11]
- Відзнака Президента України «За участь в антитерористичній операції»[1]
- Медаль «Захиснику Вітчизни» (8 квітня 2016) — за особисту мужність і високий професіоналізм, виявлені у захисті державного суверенітету та територіальної цілісності України, вірність військовій присязі [12]